# Rutheneum seit 1608

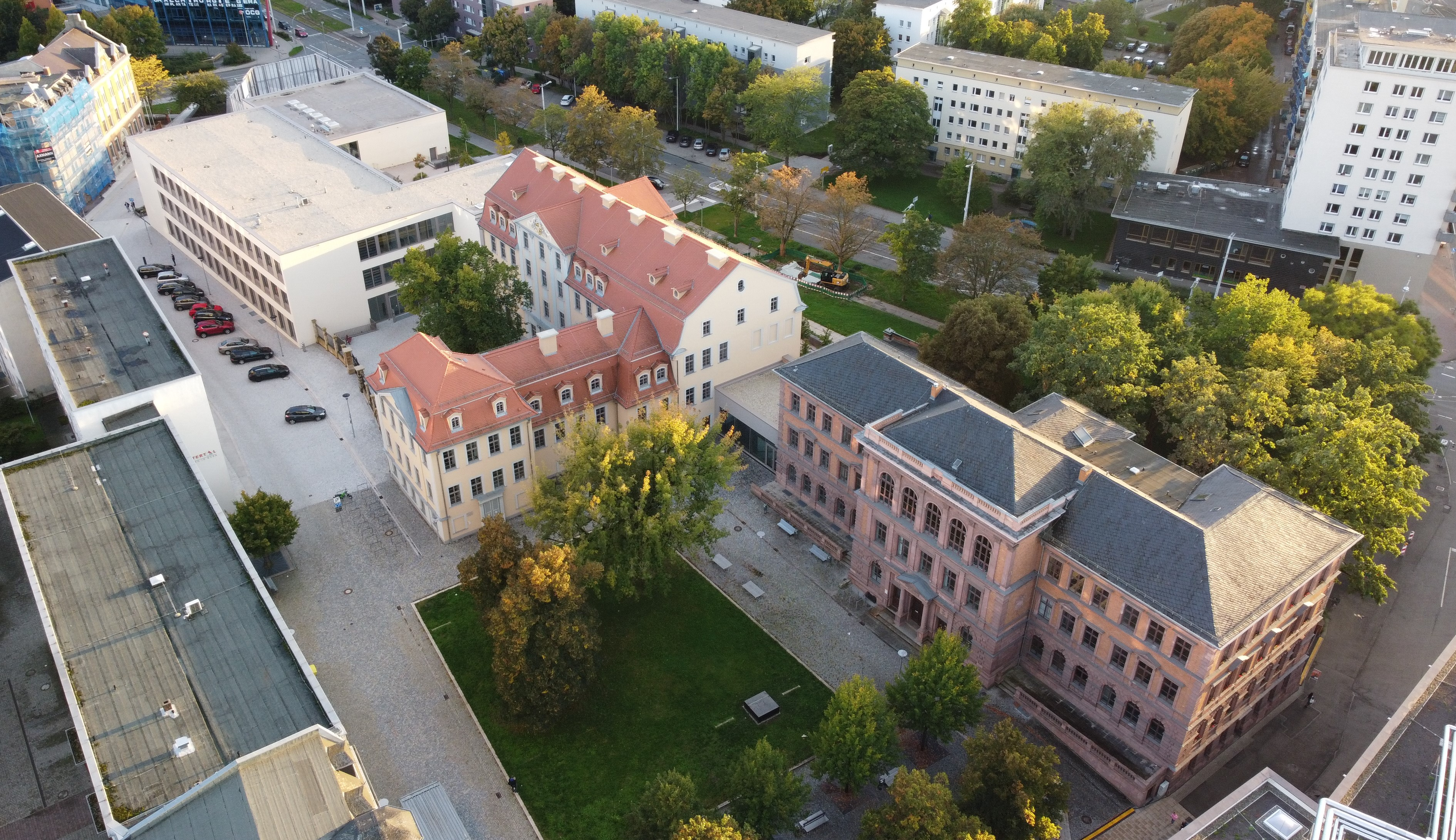
Das Rutheneum seit 1608 (2022)

Das Gymnasium Rutheneum seit 1608 (bis 2021 Goethe-Gymnasium/Rutheneum seit 1608) ist das älteste Gymnasium in Gera. Seit dem Schuljahr 2021/2022 findet der Unterricht am neuen „Campus Rutheneum“ in der Burgstraße, unter Einbeziehung des historischen Standorts am Johannisplatz statt. Vorher erfolgte der Unterricht für die Oberstufe am traditionsreichen Standort am Johannisplatz, für die unteren Jahrgänge in der ehemaligen Gesamtschule auf dem Nicolaiberg.

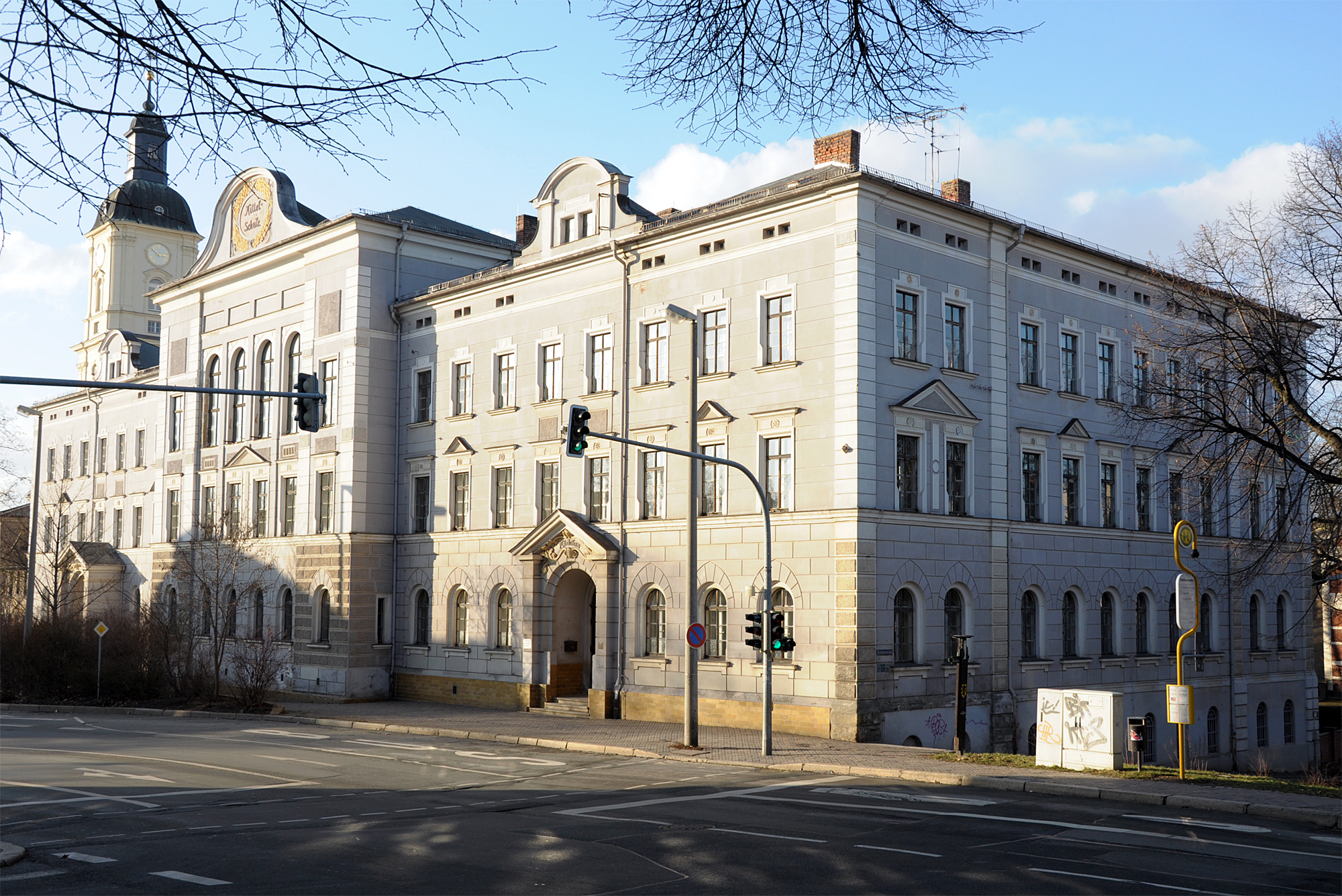
Ehemaliger Standort am Nicolaiberg

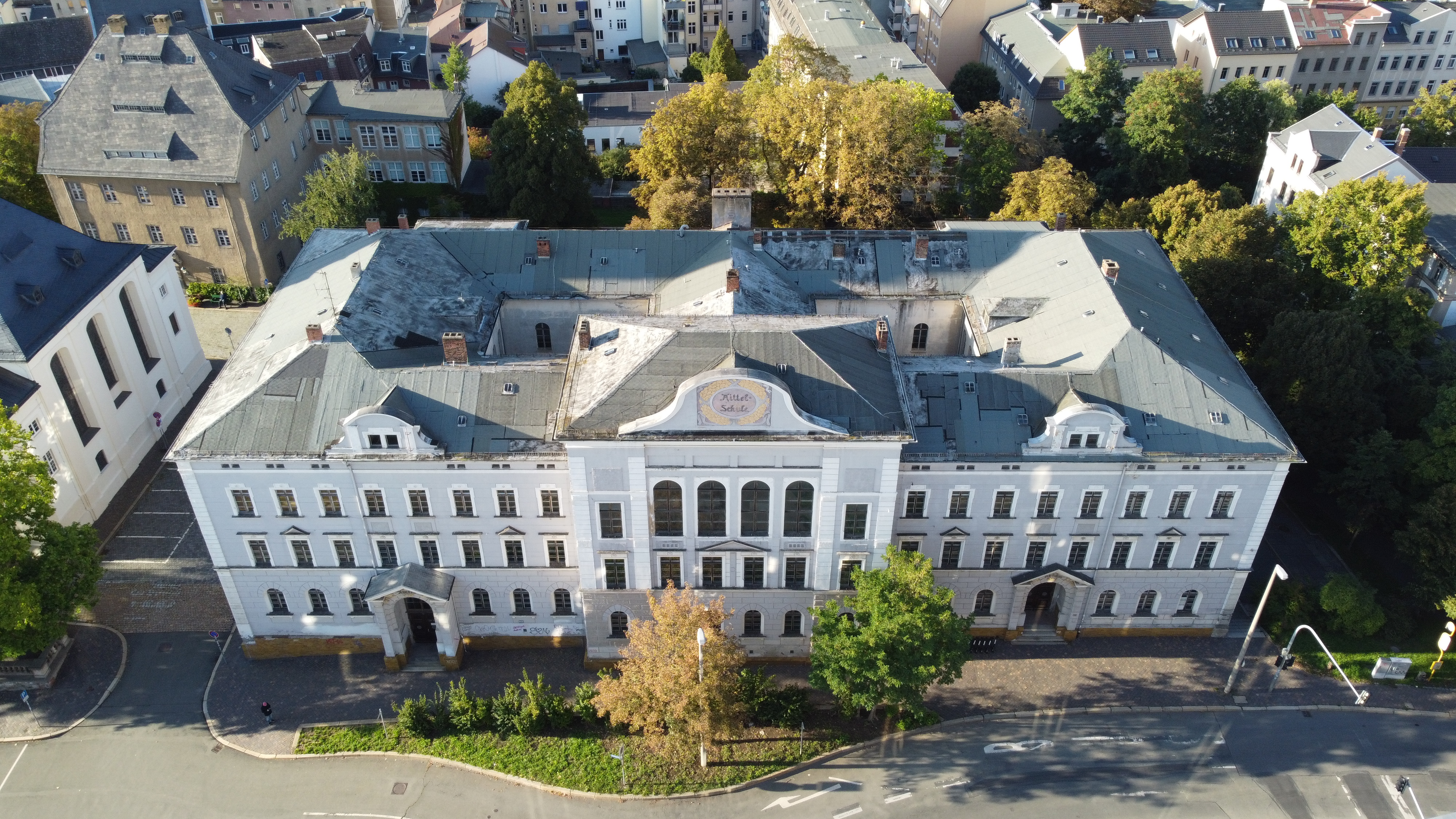
Das ehemalige Haus I aus der Luft (2022)

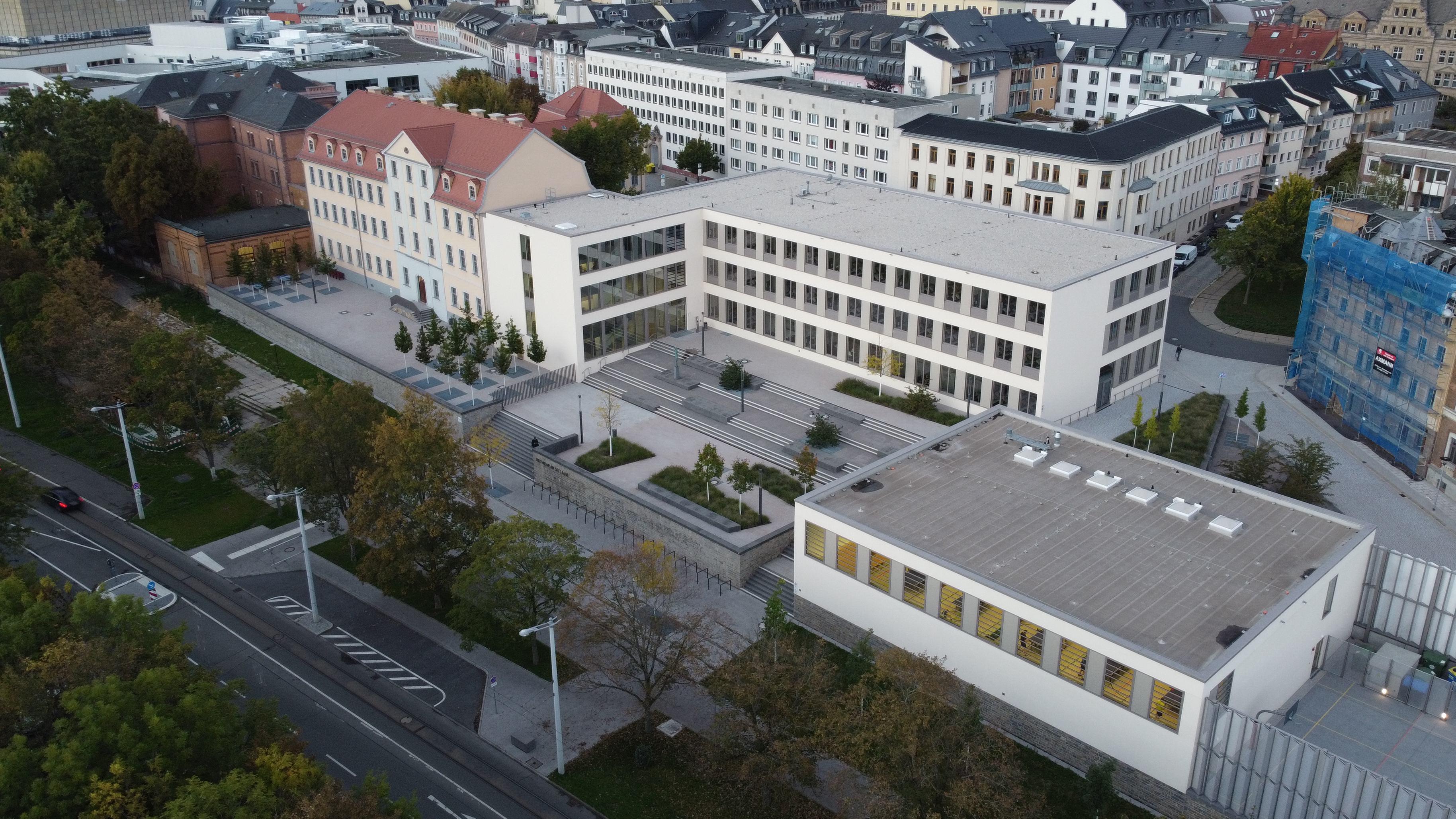
„Campus“-Neubau des Rutheneums mitsamt Sporthalle (Luftaufnahme 2022)

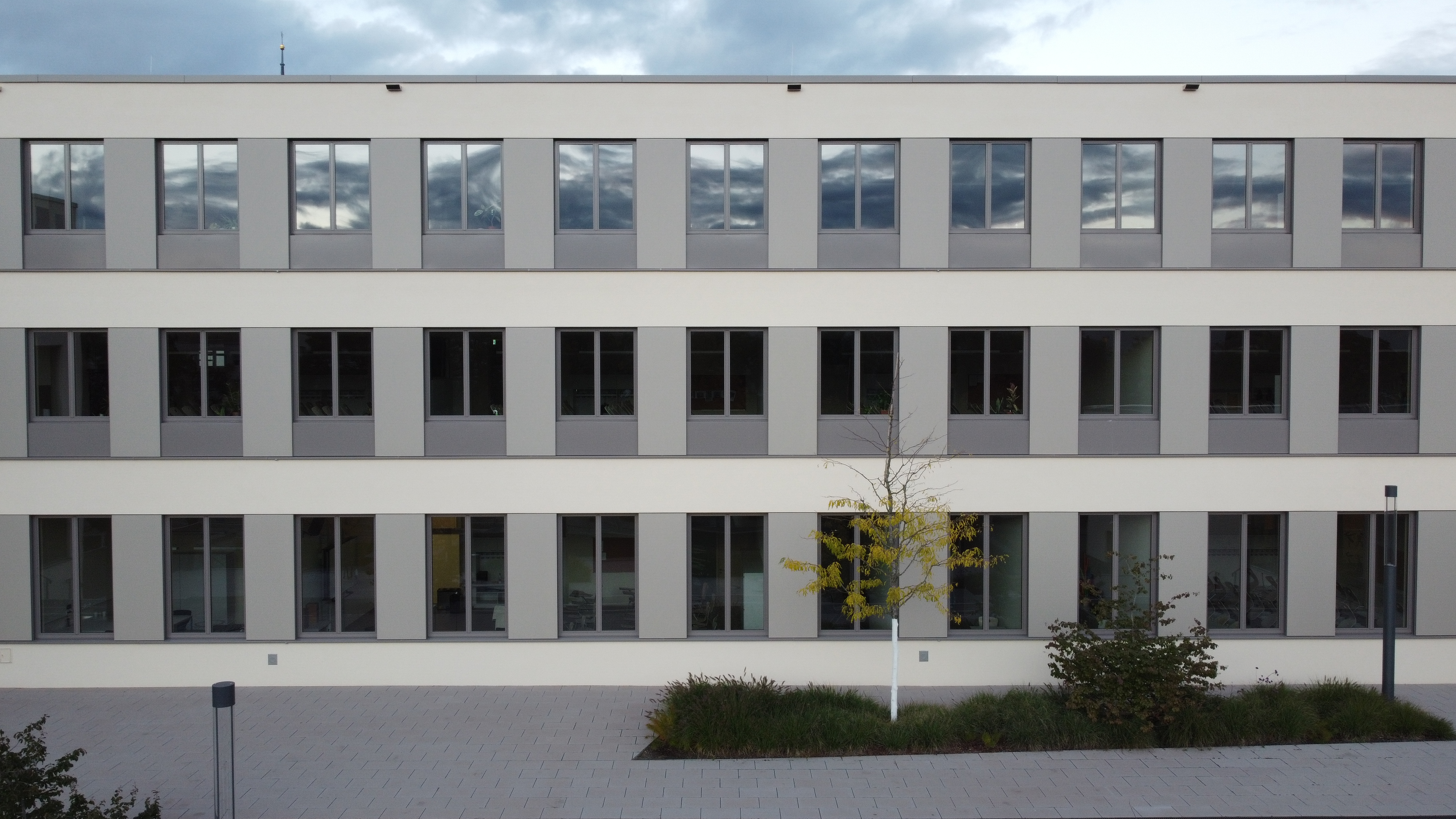
Frontansicht des Campus (2022)

## Geschichte
Die Schule geht auf die Geraer Ratsschule zurück, die seit dem 15. Jahrhundert bestand. 1602 beschloss der damalige Landesherr Heinrich Posthumus Reuß die Gründung des Gymnasium Rutheneum (der Name basiert auf der Latinisierung des Namens Reuß), das von 1605 bis 1608 erbaut und am 6. Mai 1608 eröffnet wurde. Bis ins 19. Jahrhundert vereinte es Trivialschul- und Gymnasialbildung unter einem Dach.
Im 17. Jahrhundert war u. a. der Barockdichter Johann Sebastian Mitternacht Rektor des Rutheneums. Johann Andreas Buttstedt (1743) folgte Johann Gottfried Hauptmann 1751 im Amt.
1683, 1782 und 1887 wurde das jeweilige Schulgebäude durch einen Neubau ersetzt.
1864 wurde die städtische Volksschule aus dem Gymnasium ausgegliedert und mit der Geraer Mädchenschule zur Gesamtstadtschule vereinigt, für die ein neues Gebäude auf dem Nicolaiberg errichtet wurde (Architekt: Landbaumeister Adolph Krug) und deren erster Direktor Adolf Lorey war. Dieses gehört heute ebenfalls zum Rutheneum.
1884 wurde das alte Schulgebäude auf dem Johannisplatz mit dem benachbarten Badertor abgerissen und durch den bis heute vorhandenen Neubau des Landbaumeisters Emil Weiß ersetzt.
1949 wurde die Schule anlässlich des 200. Geburtstages des Dichters in Goethe-Schule umbenannt und war ab 1964 eine Erweiterte Oberschule. Nach der Wiedervereinigung wurde sie wieder in ein Gymnasium umgewandelt und trug seit 1993 den Doppelnamen. Das bisher als Berufsschule genutzte Nicolaiberg-Gebäude wurde der Schule angegliedert.
1989 wurden die Spezialklassen für Musik am Goethe-Gymnasium/Rutheneum seit 1608 in Gera mit dem Ziel gegründet, den Mangel an Musiklehrern in der DDR durch die gezielte Ausbildung und Förderung musischen Nachwuchses zu beheben. So mussten sich in den Anfangsjahren die Absolventen der Spezialklassen noch zu einem Lehramtsstudium für Musik verpflichten. 1993/94 war das Fortbestehen der Spezialklassen für Musik kurzzeitig in Gefahr geraten. Doch u. a. die steigenden Bewerberzahlen in den Folgejahren retteten die Ausbildung und damit auch einen der wertvollsten Bestandteile des Rutheneum seit 1608 Gera.
Mit einer Festwoche wurde im Jahr 2008 das 400-jährige Schuljubiläum begangen. Am 26. September fand im Konzertsaal des Geraer Theater ein Festakt u. a. mit dem damaligen Ministerpräsidenten Dieter Althaus und dem ehemaligen Kultusminister Bernward Müller statt. Das Stadtmuseum Gera widmete der Schulgeschichte eine Sonderausstellung, die am 6. Mai 2008 (dem 400. Gründungstag) eröffnet wurde und am 5. Oktober endete.
Nach Verabschiedung des langjährigen Direktors Dr. Joachim Hensel 2017 leitete Silva Wallstabe das Gymnasium kommissarisch und wurde im März 2018 zur dauerhaften Schulleiterin ernannt.
Im Juli 2021 zog das Goethe-Gymnasium/Rutheneum seit 1608 aus dem Haus I am Nicolaiberg 6 aus und wurde zum 1. August in „Rutheneum seit 1608“ umbenannt. Einen Monat später folgten nach etwa zehn Jahren der Planung und Bauarbeiten die Fertigstellung und feierliche Eröffnung des neben dem Haus II befindlichen „Campus“. Dieser besteht aus einem Neubau samt Sporthalle und dem sanierten ehemaligen Reußischen Regierungsgebäude. Haus C des Campus wurde nach Hensel benannt, der den Bau maßgeblich vorangetrieben hatte.

## Spezialklassen für Musik
Das Rutheneum ist ein Gymnasium mit sprachlich-musischer Ausrichtung. Ab der 9. Klasse werden die Schüler, die nicht den Spezialklassen für Musik angehören, in fünf Wochenstunden in einer dritten Fremdsprache unterrichtet.
Seit nunmehr 20 Jahren bilden die Spezialklassen für Musik mit ihren Ensembles und Veranstaltungen auch einen kulturellen Fixpunkt in Ostthüringen. Die Ausbildung dient dazu, musisch begabten Schülern eine intensive Betreuung auf den verschiedensten Gebieten der Musik zu geben. Das Stundenkontingent der 3. Fremdsprache wird im Spezialzweig für den Musikunterricht genutzt. So erhalten die Schüler in ihrer Spezialausbildung, die in der 9. Klasse beginnt, in 5 Wochenstunden Unterricht in den Fächern Musikgeschichte, Gehörbildung in kleinen Gruppen, Musiktheorie in kleinen Gruppen, Gesang (Gruppen- oder Einzelunterricht), Instrumentalmusik und Chor.
Verschiedene Ensembles der Schule, wie zum Beispiel das gemeinsame Orchester des Rutheneum seit 1608 und der Kunst- und Musikschule „Heinrich Schütz“ Gera, Schulbands und Vokalensembles bieten den Schülern verschiedene Möglichkeiten zur musikalischen Betätigung in der Freizeit.
Das Kurssystem der Thüringer Oberstufe bezieht sich auch auf den Musikunterricht. Im Jahr 2003 wurde aufgrund der hohen Belastung der Musikspezialschüler für sie ein 13. Schuljahr eingeführt, welches in Form einer eingeschobenen 11. Klasse ohne Kurssystem den Unterrichtsstoff streckt und die Wochenstunden verringert. Außerdem ist das Seminarfach mit der Verteidigung in der 12. Klasse bereits vor dem Abitur abgeschlossen.

### Konzertchor Rutheneum
Schüler ab der 9. Klasse und Schülerinnen ab der 11. Klasse besuchen den Konzertchor Rutheneum. Unter der Leitung von Christian Frank agiert dieser als Repräsentant des Niveaus der Musikausbildung am Rutheneum und vertritt die Schule, die Stadt Gera, Thüringen und Deutschland bei zahlreichen Wettbewerben im In- und Ausland.
Eine kleinere Auswahlbesetzung des Konzertchores (sog. collegium_rutheneum [1608]) kommt immer dann zum Einsatz, wenn für die Gesamtbesetzung des Konzertchores von 75 Sängern keine Möglichkeit besteht.
Der Chor wurde zum ersten Botschafter der Stadt Gera ernannt.

### Abschluss
Nach der fünfjährigen Spezialausbildung erhalten die Schüler ein vollwertiges Abitur sowie ein Zertifikat über ihre musischen Fähigkeiten. Die Abiturprüfung im Leistungsfach Musik umfasst die Teilbereiche Musikgeschichte, Theorie und Gehörbildung sowie fachpraktische Prüfungen in Gesang und/oder Instrument.

### Internat
Für auswärtige Schüler stehen Internatsplätze zur Verfügung. Die Unterbringung erfolgt in Ein- und Zweibettzimmern. Übungsräume mit Klavier sind im Internat vorhanden.

## Förderverein
Der Förderverein des Rutheneum seit 1608 Gera unterstützt vor allem Vorhaben der Musikspezialklassen wie Konzertreisen.

## Ehemalige Gymnasialbibliothek
Heinrich Posthumus d. J. Reuß (1572–1635, reg. seit 1595) bestimmte 1608, aus der städtischen Kirchenbibliothek eine Gymnasialbibliothek zu bilden, die über die drei Jahrhunderte weiter ausgebaut wurde. 1920 kam der überwiegende Teil der Fürstlichen Gymnasial- und Landesbibliothek Gera als Teil der Staatlichen Bücher- und Kupferstichsammlung Greiz – Stiftung der Älteren Linie des Hauses Reuß in das Greizer Sommerpalais, wo sie sich bis heute befinden.

## Bekannte Lehrer
- Thomas Reinesius (1587–1667), Mediziner und Philologe, 1618 bis 1627 Professor am Gymnasium
- Johann Sebastian Mitternacht (1613–1679), Theologe, Rhetoriker, Pädagoge, Dramatiker und Barockdichter
- Johann Andreas Buttstedt (1701–1765), Rektor von 1743 bis 1751
- Johann Gottfried Hauptmann (1712–1782), ab 1737 Konrektor, ab 1743 Professor, ab 1751 Rektor
- Philipp Mayer (1804–1868), Politiker, 1833 bis 1867 Lehrer, zuletzt Direktor
- Karl Theodor Liebe (1828–1894), Geologe und Ornithologe, 1861 bis 1894 Lehrer für Mathematik und Physik
- Ludwig August Boßler (1838–1913), Philologe, Gymnasiallehrer und -direktor, Ortsnamenforscher sowie Botaniker
- Gustav Plaehn (1859–1934), Altphilologe, Direktor 1905–1924

## Bekannte Schüler
- Caspar Posner (1626–1700), Physiker und Mediziner
- Johannes Pretten (1634–1708), Theologe
- Johann Melchior Stenger (1638–1710), Theologe
- Johann Pfeiffer (1639–1684), Mediziner und Leibarzt am reußischen Hof in Gera
- Johann Gottlieb Waldin (1728–1795), Hochschullehrer in Jena und Marburg; Begründer des Mineralogischen Museums der Philipps-Universität Marburg
- Christian Ludwig Lenz (1760–1833), Klassischer Philologe
- Eduard von Brandenstein (1803–1888), deutscher Rittergutsbesitzer und Politiker
- Otto Weißker (1808–1865), deutscher Jurist und Abgeordneter
- Franz Hirt (1811–1882), Richter und Politiker
- Franz Hoffmann (1811–1871), deutscher Lehrer und Politiker
- Alfred Weber (1811–1885), deutscher Unternehmer, Handelskammerpräsident und Abgeordneter
- Karl Friedrich Scheibe (1812–1869), Altphilologe und Gymnasialdirektor
- Hermann Fasold (1813–1880), deutscher Pfarrer und Politiker
- Julius Sturm (1816–1896), bedeutendster Dichter der Spätromantik, Pfarrer von Köstritz
- Albrecht Weißker (1817–1898), deutscher Jurist und Abgeordneter
- Heinrich Süßenguth (1819–1871), deutscher Jurist und Politiker
- Heinrich Hertwig (1819–1889), Richter und Politiker
- Hermann Seifarth (1820–1892), deutscher Landrat und Abgeordneter
- Karl Petermann (* 1821), deutscher Prediger und Politiker
- Gustav Queck, (1822–1897), klassischer Philologe und Schuldirektor
- Daniel Jahn (1824–1893), deutscher Richter und Politiker
- Christian Neumeister (1824–1897), deutscher Beamter und Politiker
- Alfred August Mortag (1824–1892), Präsident des Landgerichtes Greiz und Präsident der Fürstlichen Landesregierung Reuß ä. L.
- Eduard Mehlhorn (1825–1888), deutscher Richter und Abgeordneter
- Karl Bernhard Jäger (1825–1900), deutscher Bürgermeister und Abgeordneter
- Karl Wartenburg (1826–1889), Schriftsteller und Politiker
- Walther Reichard (1827–1873), deutscher Jurist und Politiker
- Bruno von Geldern-Crispendorf (1827–1894), deutscher Verwaltungsjurist und Landtagsabgeordneter
- Richard von Geldern-Crispendorf (1831–1912), deutscher Verwaltungsjurist und Landtagspräsident
- Hugo Wittig (* 1833), deutscher Jurist und Politiker
- Adolph Werner (1836–1910), deutscher Verwaltungsbeamter und Politiker
- Heinrich Hagen (1839–1914), deutscher Landgerichtspräsident und Abgeordneter
- August Sturm (1852–1923), Jurist, Dichter und Schriftsteller
- Heinrich Rohmann (1853–1942), deutscher Politiker (SPD)
- Robert Arnold (1854–1916), Historiker und Archivdirektor
- Heinrich Weißker (* 1854), deutscher Jurist, Bürgermeister und Abgeordneter
- Alfred Schlotter (1859–1928), deutscher Rechtsanwalt und Politiker
- Paul Thomas (1859–1942), deutscher Politiker, Landtagspräsident in Reuß ä.L. und Oberbürgermeister in Greiz
- Paul Weber (1868–1930), Kunsthistoriker und Denkmalpfleger
- Paul Trömel (1881–1949), deutscher Soldat, Bürgermeister und Politiker (FVP)
- Richard Haselbacher (1885–1918), deutscher Pfarrer und Politiker
- Herbert Neupert (1911–2002), Ministerialdirektor im Bundesverkehrsministerium
- Othmar Jauernig (1927–2014), Rechtswissenschaftler
- Eberhard Schock (* 1939), Mathematiker
- Viola Hahn (* 1956), Oberbürgermeisterin der Stadt Gera
- Anja Siegesmund (* 1977), Thüringer Ministerin für Umwelt, Energie und Naturschutz
- Daniel Beilschmidt (* 1978), seit 2009 Universitätsorganist der Universität Leipzig
- Mathias Kolle, deutscher Physiker und Professor am Massachusetts Institut of Technology

## Schülerzeitung
Das Rutheneum hat eine im Laufe der Jahre mehrfach geschlossene und wiedereröffnete Schülerzeitung namens „Rutheneum-Bote“. Die Schülerzeitung erschien mindestens einmal pro Quartal und beinhaltete schulische sowie weltweite Themen. Ende der 2010er Jahre wurde die Schülerzeitung vorerst eingestellt und ist Stand März 2025 seitdem nicht mehr in gedruckter Form erschienen.